# Jennie Johansson
Jennie Johansson (ur. 15 czerwca 1988) – szwedzka pływaczka, medalistka mistrzostw Europy na basenie 50-metrowym oraz brązowa medalistka na 25-metrowym.
Specjalizuje się w pływaniu stylem klasycznym. Jej największym dotychczasowym sukcesem jest srebrny medal mistrzostw Europy na długim basenie w Budapeszcie w 2010 roku na dystansie 100 m tym stylem oraz brązowy na 50 metrów.
Uczestniczka igrzysk olimpijskich w Londynie (2012) na 100 m żabką i w sztafecie 4 × 100 m stylem zmiennym (dwa 10. miejsca).